# K.O. (film din 1968)
K.O., scris și Knock-Out, este un film de comedie românesc din anul 1968 regizat de Mircea Mureșan. Rolurile principale sunt interpretate de Toma Caragiu, Dem Rădulescu, Carmen Galin și Peter Paulhoffer.

## Distribuție
- Toma Caragiu — Tănase Olimpian, instructor sportiv la Fabrica „Dantela”[2]
- Dem Rădulescu — Vasile Flintă, instructor artistic la Fabrica „Dantela”[2]
- Carmen Galin — Silvia Todan-Troian, călăreață de circ, logodnica lui Tudor[2]
- Peter Paulhoffer — ing. Tudor Vidu, boxer amator[2]
- Elena Caragiu — tov. Ionescu, asistenta lui Flintă[2]
- Ovid Teodorescu — Nae, asistentul lui Olimpian, antrenorul de box al lui Tudor[2]
- Tudorel Popa — ofițerul Stării Civile[2]
- Petre Gheorghiu-Goe — tov. Udrea de la Materiale Sintetice[2]
- Marius Pepino — inspectorul pe probleme sportive Tonoiu[2]
- Victoria Medeea
- Dumitru Rucăreanu — Costică, artist de circ, fratele lui Tudor[2]
- Teodor Raiovici
- Alexandru Vasiliu
- Tănase Gavril
- Stelian Cremenciuc
- Magdalena Rădulescu
- Eugen Moțățeanu
- Mircea Mureșan — iluzionistul (nemenționat)[2]
- Eugen Popiță — „Winnetou”, aruncătorul de cuțite (nemenționat)
- Ilarion Ciobanu — muncitor la Fabrica „Dantela”, halterofil amator (nemenționat)[2]

## Primire
Filmul a fost vizionat de 1.358.926 spectatori în cinematografele din România, după cum atestă o situație a numărului de spectatori înregistrat de filmele românești de la data premierei și până la data de 31 decembrie 2014 alcătuită de Centrul Național al Cinematografiei.